# Els productors (pel·lícula de 1967)
|  | No s'ha de confondre amb Els productors (pel·lícula de 2005). |

Els productors (títol original en anglès: The Producers) és una pel·lícula estatunidenca dirigida per Mel Brooks, estrenada el 1967 i doblada al català.

## Argument
Dos estafadors, un arruïnat productor de Broadway i un comptable, organitzen una comèdia musical a Broadway. El títol de l'espectacle: La Primavera de Hitler. L'estafa consisteix a recaptar fons de diverses àvies per finançar la pitjor obra musical del món, amb la idea que sigui un absolut desastre i quedar-se amb tots els diners.

## Repartiment
- Zero Mostel: Max Bialystock
- Gene Wilder: Leo Bloom
- Dick Shawn: Lorenzo St DuBois
- Kenneth Mars: Franz Liebkind
- Estelle Winwood: la vella senyora
- Christopher Hewett: Roger de Bris
- Lee Meredith: Ulla
- Renée Taylor: Eva Braun
- Barney Martin: Goering
- John Zoller: el crític
- Frank Campanella: el cambrer
- Andreas Voutsinas: Carmen Giya
- Josip Ellic: El violinista

## Al voltant de la pel·lícula
- Mel Brooks es va emportar l'Oscar al millor guió original per a aquesta pel·lícula.
- Susan Stroman, directora del l'adaptació a comèdia musical per Broadway, va dirigir el remake (produït per Brooks) el 2005:  The Producers .
- La societat de producció de pel·lícules publicitàries The Producers (www.lesproducers.com) és un homenatge a la pel·lícula de Mel Brooks.

## Premis i nominacions

### Premis
- 1969. Oscar al millor guió original per Mel Brooks[3]

### Nominacions
- 1969. Oscar al millor actor secundari per Gene Wilder[3]
- 1969. Globus d'Or al millor guió per Mel Brooks
- 1969. Globus d'Or al millor actor musical o còmic per Zero Mostel